# Cansignorio della Scala
Cansignorio della Scala, (5 mars 1340 – 19 octobre 1375) est un homme politique italien du XIVe siècle, membre de la dynastie scaligère.
Fils de Mastino II, il hérite des seigneuries de Vérone et de Vicence à la mort de son père, en même temps que ses frères Cangrande II et Paolo Alboino. Cansignorio étant alors un enfant et Paolo Alboino un bambin, Cangrande prend les rênes du pouvoir et en écarte ses frères. Cansignorio l'assassine, de sa propre main, le 14 décembre 1359, et prend le contrôle de Vérone et de ses possessions. Ses seize années de pouvoir laissent à Vérone de nombreux monuments, mais la ville continue le déclin entamé à la génération précédente.

## Accession au pouvoir
Le frère aîné de Cansignorio, Cangrande II, se comporte, vis-à-vis de sa famille comme un véritable tyran domestique. Le 14 septembre 1359, alors qu'il se rend chez une maîtresse, Cansignorio, après s'être querellé avec lui à propos d'un cheval, le tire à bas de sa monture et le tue de sa propre main. Terrifié par son propre geste, Cansignorio se réfugie à Padoue. Mais le peuple, soulagé par la mort de Cangrande, réclame l'assassin à cor et à cri. Il revient à Vérone le 17 décembre pour y être proclamé, avec son frère cadet Paolo Alboino, co-seigneur de Vérone à vie. Pour la première fois dans l'histoire de la cité, il est même décidé que leurs descendants hériteront du titre. En 1365, après avoir découvert un complot tramé contre sa vie, Cansignorio fait jeter en prison Paolo Alboino

## Politique extérieure
Cansignorio doit composer avec la réduction territoriale imposée à la cité par les errements de la génération précédente. Limités aux territoires de Vérone et de Vicence, ses domaines sont entourés de puissances expansionnistes : Venise à l'est et les Visconti, qui contrôlent le Milanais à l'ouest. Cansignorio mène une politique velléitaire et inconstante : en avril 1362, il s'allie à Bologne contre les Visconti, avec lesquels il signe rapidement une paix séparée. Il se range ensuite à leurs côtés dans la lutte qui les oppose au pape Urbain V, pour les abandonner en rase campagne après quelques mois.

## Politique intérieure
Le passage aux affaires de Cansignorio est marqué par une série de calamités : une disette qui dure de 1369 à 1371 ; deux tremblements de terre en 1373, suivi par un épisode de pestilence qui décime la population des villes ; un hiver exceptionnel (1373) qui annihile les récoltes de l'année suivante.
Il gouverne Vérone d'une manière relativement modérée, n'augmente pas les impôts et enrichit la ville  de nombreuses constructions qui donnent du travail à la population. Il fait agrandir et décorer son palais et il y ajoute un jardin. En 1364, il fait terminer le Palazzo del Capitano. En 1368, il fait réaliser un aqueduc qui amène en ville, depuis les collines d'Avesa, l'eau du torrent Lorì. À cette occasion, il érige, sur la Piazza delle Erbe, la fontaine de Madonna Verona. En 1370, sur la même place, il fait construire la première tour à horloge d'Italie (la tour du Gardello ou torre delle Ore). En 1373, il fait rebâtir en pierre le ponte Navi. Dans les autres possessions de Vérone, il fait fortifier les châteaux de Soave, Sirmione, Marostica et Malcesine, construit un pont à Vicence, où il fait édifier une église et un couvent pour les Carmélites. Il fait draguer le Bacchiglione envasé en aval de Longare.

## Relations avec le clergé
Très pieux, Cansignorio entend la messe chaque jour et voue un culte particulier à saint Antoine de Padoue. En vertu d'un accord particulier avec la papauté, et en échange d'un droit annuel de 10 à 12 000 florins, il collecte pour celle-ci les revenus de l'Église à Vérone et dans ses possessions, charge à lui d'entretenir un prêtre par paroisse,.

## Mariage, descendance et succession
Après avoir longtemps fait une cour assidue à sa belle-sœur Élisabeth de Bavière, et l'avoir même retenue prisonnière pour la faire céder, Cansignorio épouse, le 5 juin 1363, Agnès de Durazzo, deuxième fille de Charles de Durazzo (de la Maison d'Anjou) et de Marie de Calabre, sœur puînée de Jeanne de Durazzo et aînée de Marguerite de Durazzo, reine consorte de Charles III de Naples. Leur mariage reste sans enfant.
Cansignorio a par ailleurs trois autres enfants connus, tous illégitimes. Sa fille Lucia della Scalla épouse en premières noces le condottiere Cortesia da Serego, puis Bernardino da Polenta, membre de la famille qui domine Ravenne. Ses deux fils illégitimes, Bartolomeo et Antonio, vont lui succéder à la tête de Vérone. Tombé gravement malade en 1375, Cansignorio, sentant sa fin prochaine, fait en effet assassiner son frère Paolo Alboino (qu'il tient enfermé dans la forteresse de Peschiera depuis 1365), afin de favoriser ses bâtards. Leur légitimation est entérinée par une dispense pontificale du 11 décembre 1375. Le peuple exprime des réticences à la nouveauté que représente l'arrivée au pouvoir d'enfants illégitimes, mais une fois prouvée la mort de Paolo Alboino, leur accession à la seigneurie, à Vérone comme à Vicence, se fait sans objection majeure.
Quelques jours avant son décès, Cansignorio fait baisser les impôts et libérer les prisonniers, qui sont escortés à l'église pour prier à son rétablissement. Il meurt le 17 octobre 1375. Sa tombe fait partie du groupe architectural gothique des tombeaux des Scaligeri à l'extérieur de l'église Santa Maria Antica de Vérone.

## Généalogie
| • L'échelle porte4 ou 5 barreaux.  |  | Blasons• Variante avec chiens affrontés.  |  | • Variante avec aigle impériale. |
| • L'échelle porte 4 ou 5 barreaux. |  | Blasons • Variante avec chiens affrontés. |  | • Variante avec aigle impériale. |